# Žatec
Pour les articles homonymes, voir Žatec (homonymie).
Žatec (en allemand : Saaz) est une ville du district de Louny, dans la région d'Ústí nad Labem, en Tchéquie. Sa population s'élevait à 19 044 habitants en 2023.
La ville est réputée pour son patrimoine architectural ainsi que pour la qualité du houblon produit dans la région depuis près de sept siècles.

## Géographie
Žatec est arrosée par la rivière Ohře et se trouve à 19 km à l'ouest-sud-ouest de Louny, à 52 km au sud-ouest d'Ústí nad Labem et à 70 km au nord-ouest de Prague.
La commune est limitée par Žiželice et Staňkovice au nord, par Zálužice à l'est, par Liběšice et Holedeč au sud-est, par Měcholupy et Libořice au sud, et par Podbořany, Čeradice et Libočany à l'ouest.

## Administration
La ville de Žatec est composée de sept sections :
- Žatec
- Bezděkov
- Milčeves
- Radíčeves
- Trnovany
- Velichov
- Záhoří

## Histoire
La plus ancienne référence à la ville de Sacz se retrouve dans la Chronique de l'histoire d'Allemagne de l'évêque Dithmar, en 1004. Au cours du XIe siècle, la ville est un fief aux mains de la puissante famille noble des Vršovci. Sous le règne de Ottokar II de Bohême, Žatec devient « ville royale » et reçoit des privilèges de la part du souverain.
Lorsque survient la crise hussite, consécutive à l'exécution du prédicateur Jan Hus en 1415, la ville choisit le camp de la réforme, attitude qu'elle conservera lors du schisme entre catholiques et protestants.

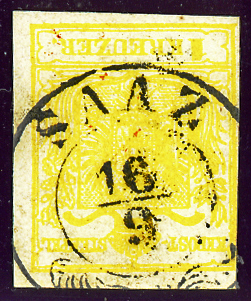
Timbre autrichien de la première émission (1850), oblitéré « Saaz ».

Après la bataille de la « montagne blanche », le 8 novembre 1620, la liberté de religion est supprimée. Une partie de la population quitte la ville, repeuplée par des catholiques germanophones.
Jusqu'en 1918, la ville de Saaz fit partie de l'empire d'Autriche, puis d'Autriche-Hongrie (Cisleithanie après le compromis de 1867), chef-lieu du district de même nom, l'un des 94 Bezirkshauptmannschaften en Bohême.
En 1945, à la suite des décrets Beneš, la population germanophone est contrainte à l'exil.
« Žatec et le paysage du houblon Saaz » est inscrit sur la liste du patrimoine mondial par l'UNESCO en septembre 2023.

## Population
Recensements (*) ou estimations de la population de la commune dans ses limites actuelles :
| 1869*  | 1880*  | 1890*  | 1900*  | 1910*  | 1921*  |
| ------ | ------ | ------ | ------ | ------ | ------ |
| 10 050 | 11 660 | 14 520 | 17 754 | 18 666 | 17 761 |

| 1930*  | 1950*  | 1961*  | 1970*  | 1980*  | 1991*  |
| ------ | ------ | ------ | ------ | ------ | ------ |
| 19 757 | 14 088 | 15 661 | 16 525 | 19 145 | 20 320 |

| 2001*  | 2011*  | 2014   | 2015   | 2016   | 2017   |
| ------ | ------ | ------ | ------ | ------ | ------ |
| 19 919 | 18 786 | 19 224 | 19 341 | 19 271 | 19 193 |

| 2018   | 2019   | 2020   | 2021*  | 2022   | 2023   |
| ------ | ------ | ------ | ------ | ------ | ------ |
| 19 142 | 19 133 | 19 047 | 18 467 | 18 570 | 19 044 |

## Patrimoine
La ville possède un patrimoine architectural séculaire, composé principalement d'anciennes demeures de style baroque bordant les ruelles du centre ancien. Celles-ci convergent vers une grand-place (officiellement : Náměstí Svobody, c'est-à-dire « place de la Liberté »), où se dresse, outre le bâtiment de l'hôtel de ville (1559), une « colonne de la peste » (1735).

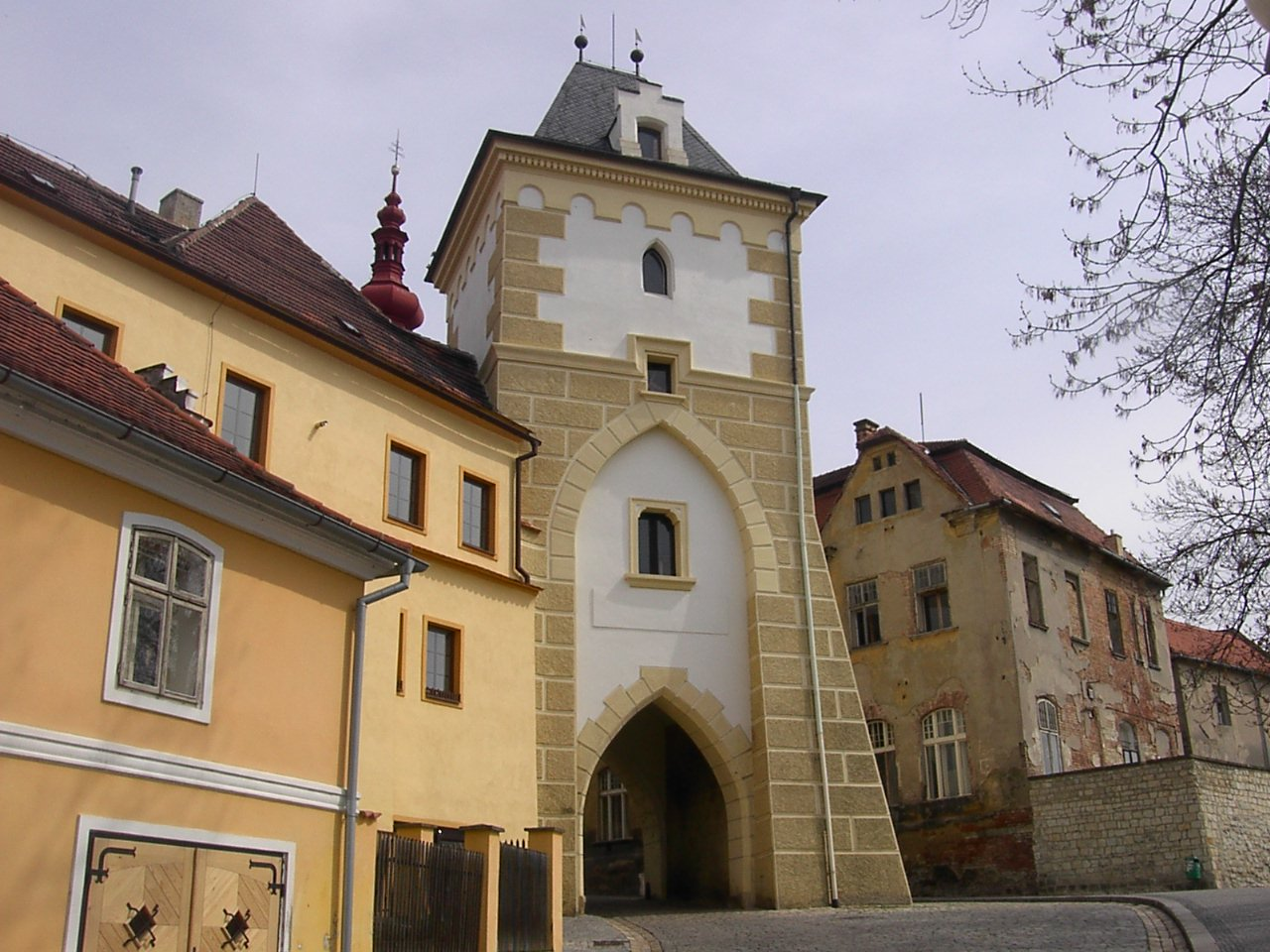
La porte médiévale.

À proximité se trouve l'église de l'Assomption de la Vierge Marie (Kostel Nanebevzetí Panny Marie), tandis que deux anciennes portes médiévales ; la Porte de Libocan et la Porte du Curé, veillent sur les quelques vestiges du château (Hrad).
Un pont suspendu, bâti sur la rivière Ohře en 1826, passe pour être l'un des plus anciens de ce type à avoir été construit dans la région.
Un patrimoine immatériel est l'histoire mythique de la tribu slave des Loutchanes, dont Žatec aurait été la capitale, en guerre contre les Tchèques sous le commandement de leur duc Vlastislav, rapportée dans la Kosmova kronika du XIIe siècle et dans la Chronique de Dalimil, qui inspira au XIXe siècle, pendant la renaissance culturelle tchèque, le poème épique Rukopis královédvorský et Alois Jirásek dans son œuvre populaire Légendes de l'ancienne Bohême (1894),.

## Transports
Par la route, Žatec se trouve à 21 km de Louny, à 66 km d'Ústí nad Labem et à 66 km de Prague.

## Personnalités
- Gabriel Anton (1858-1933), neurologue et psychiatre autrichien
- Leo Baerwald (1883-1970), rabbin
- Petr Kotvald (1959-), chanteur tchèque
- Karel Reiner (1910-1979), compositeur et pianiste tchèque
- Jan Svěrák (1965-), réalisateur, acteur et scénariste tchèque
- Johannes von Tepl (c.1350-1414), poète et écrivain
- Maria Treben (1907-1991), herboriste autrichienne

## Jumelages
- Poperinge (Belgique)
- Thum (Allemagne)
- Žalec (Slovénie)
- Krasnystaw (Pologne)
- Novotcheboksarsk (Russie)